# Veronica linkiana
Veronica linkiana är en grobladsväxtart som beskrevs av J. do Amaral Franco. Veronica linkiana ingår i släktet veronikor, och familjen grobladsväxter. Inga underarter finns listade i Catalogue of Life.